# Kalaʻimanuʻia
Kalaʻimanuʻia est une femme de la noblesse hawaïenne qui fut reine (en hawaïen Aliʻi Wahine) de l’île d'Oahu dans l'archipel d'Hawaï de 1600 à 1665.

## Biographie
Kalaʻimanuʻia est née sur l’île d'Oahu et est la fille de la reine Kūkaniloko et de son époux Luaia.
Elle se marie avec Lupekapukeahomakalii et ils ont trois enfants : Kua'a'Manuia, Ha'oamanuia, Kekela'okalani et Kaihikapu-a-manuia